# Mega Man III
Mega Man III, känt som Rockman World 3 (ロックマンワールド3 Rokkuman Wārudo Surī?) in Japan, är ett GB-spel utvecklat av Capcom. Spelet lånar främst inspiration från NES-spelen: Mega Man 3 och Mega Man 4.

## Handling
Mega Mans ärkediende Dr. Wily använder sig av en ombyggd oljeplattform ute till havs för att dra energi från Jordens innandöme och använda energin till att driva en ny maskin. När Mega Man besegrat åtta ledarrobotar, som Dr. Wily tidigare använt, tar sig Mega Man till Dr. Wily's lab, där Dr. Wily försöker fly. Mega Man besegrar roboten Punk, specialbygd att krossa Mega Man. Mega Man jagar sedan Dr. Wily på oljeplattformen (som stiger ur vattnet som Dr. Wily's sista fästning) och stoppar sin fiendes planer.

### Fotnoter
1. ↑  Overton, Wil (April 1995). ”Viva Le Mega Man”. Super Play (Future Publishing) (30):  sid. pp. 30–1. ISSN 0966-6192.
2. ↑   Mega Man: Official Complete Works. Udon Entertainment. 6 januari 2010. sid. 67. ISBN 978-1-897376-79-9
3. ↑  ”Game Boy (original) Games” (PDF). Nintendo. Arkiverad från originalet den 15 juni 2011. https://web.archive.org/web/20110615005225/http://www.nintendo.com/consumer/gameslist/manuals/dmg_games.pdf. Läst 23 april 2014.
4. ↑  Capcom, red (December 1992). Mega Man III Instruction Booklet. Santa Clara, CA: Capcom Entertainment, Inc. sid. 6–13. DMG-W3-USA
5. ↑  ”Review Crew: Mega Man 3”. Electronic Gaming Monthly (Ziff Davis) (42):  sid. p. 38. januari 1993. ISSN 1058-918X.